# 科扎奇納
48°51′23″N 26°0′7″E / 48.85639°N 26.00194°E
科扎奇納（羅馬化：Kozachchyna），是烏克蘭的村落，位於該國西部捷爾諾波爾州，由喬爾特基夫區負責管轄，處於尼奇拉瓦河畔，距離日林齊2.5公里，面積1.59平方公里，海拔高度229米，2001年人口410。